# Гвендолін Вілсон Фаулер
Гвендолін Вілсон Фаулер (англ. Gwendolyn Wilson Fowler, 8 грудня 1907 р. — 19 листопада 1997 р.) — американська вчена з хімії, перша ліцензована афро-американка фармацевтка. Вона також стала першою афро-американською жінкою з Айови, яка служила в Службі закордонних справ Сполучених Штатів, коли її перевели до В'єтнаму в 1950-х. Її ввели в жіночий Зал слави штату Айова в 1987 році.

## Біографія
Гвендолін Мері Вілсон народилася 8 грудня 1907 року в Дарданеллі, штат Арканзас у Фанні (родила Робінсон) та доктора Корнеліуса Вілсона.
Вілсон відвідувала початкову школу Брайана, а потім Західна Вища школа Де-Мойн, перед тим як перейти до середньої школи у кампусі Rust College, в Холлі Спрінгз, штат Міссісіпі. Закінчивши з відзнакою в 1926 році, Вілсон повернувся до штату Айова і записався на фармацію в університет штату Айова. Через рік вона перейшла в Дес-Мойнський фармацевтичний коледж, який згодом став Дрейк-коледжем фармації, отримавши ступінь хімії та фармацевтики в 1930 році, вона стала першою афро-американською жінку в Айові, яка здобула ступінь фармації.
Після офіційної реєстрації в 1931 році провізором в штаті Айова.
Закінчивши освіту, Вілсон не змогла знайти роботу в Айові і повернувся в Холлі Спрінгз, штат Міссісіпі, де викладала протягом року. Вона повернулася в Де-Мойн і деякий час працювала офіціанткою, перш ніж її прийняли на роботу служницею. У 1936 році разом зі своєю роботодавцею вони здійснили світовий тур.
Вільсон повернулася в Де-Мойн і 19 січня 1938 року вона вийшла заміж за Лафе Х. Фоулер. Вони розлучилися в 1946 році, хоча вона збереже його прізвище.
У 1944 році Фаулер найняли штат Айова як канцелярського аптекаря. Вона працювала на державу 9 років, а потім зайняла посаду консультанта в лабораторії Державного департаменту сільського господарства Айови, працюючи хіміком.
Вона привернула увагу федеральної адміністрації і її прийняли на роботу як одну з 9-ти жінок і єдиної кольорової жінки, які працювали у Службі закордонних справ США. До призначення у В'єтнам вона працювала хіміком у комерційній лабораторії Міністерства сільського господарства США у Вашингтоні, округ Колумбія, проходивши одночасно навчання.
У 1955 році її обрали на замовлення за кордоном Управління закордонних операцій США на лікарняну посаду в Ефіопії, але хоча її затвердили, це призначення було відкликано, оскільки вона була жінкою. Через кілька тижнів її затвердили на схожій посаді в Сайгоні.
У 1957 році вона повернулася з коротким візитом з В'єтнаму, де працювала аналітиком програми та офіцером з підготовки кадрів.
У 1959 році Фаулер була відправлена в Корею, після закінчення своєї закордонної служби повернулася до штату Айова у відділ сільського господарства.
У 1962 році вона почала працювати штатним провізором у лікарні округу Broadlawns Polk, де пробула до пенсії 1974 року.
Під час виходу на пенсію Фаулер була активною у багатьох добровольчих організаціях. Вона була довічною членом NAACP, активно працювала в Американській асоціації жінок університету, Червоного Хреста, Громадської музичної ради Де Мойн та в багатьох інших.
Вона була призначена до штату Айова з питань охорони здоров'я губернатором Робертом Д. Реєм і отримала волонтерську нагороду від губернатора. У 1987 році її запросили в жіночий Зал слави штату Айова.
Фаулер померла 19 листопада 1997 року і її документи посмертно були передані в колекцію жіночих архівів штату Айова в університеті бібліотек штату Айова.